# Deogracias Iñiguez

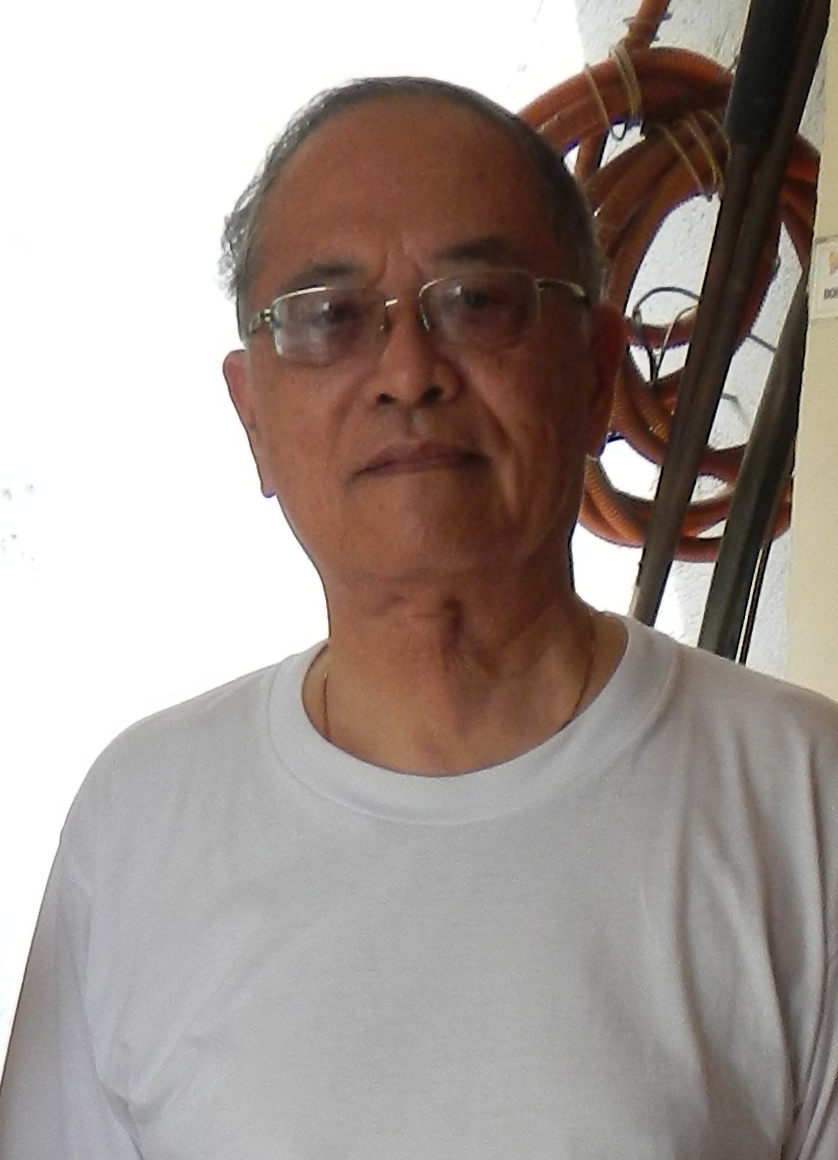
Bischof Deogracias Iñiguez

Deogracias S. Iñiguez (* 10. Dezember 1940 in Cotabato City) ist ein philippinischer Geistlicher und emeritierter römisch-katholischer Bischof von Kalookan.

## Leben
Deogracias Iñiguez empfing am 23. Dezember 1963 das Sakrament der Priesterweihe für das Bistum Malolos.
Am 3. Juli 1985 ernannte ihn Papst Johannes Paul II. zum Titularbischof von Claternae und zum Weihbischof in Malolos. Der Apostolische Nuntius auf den Philippinen, Erzbischof Bruno Torpigliani, spendete ihm am 22. August desselben Jahres die Bischofsweihe; Mitkonsekratoren waren der Erzbischof von Caceres, Leonard Zamora Legaspi OP, und der Bischof von Malolos, Cirilo Almario. Johannes Paul II. ernannte ihn am 27. Dezember 1989 zum Bischof von Iba.
Am 28. Juni 2003 wurde er zum ersten Bischof des mit gleichem Datum errichteten Bistums Kalookan ernannt. Die Amtseinführung fand am 22. August desselben Jahres statt.
Papst Benedikt XVI. nahm am 25. Januar 2013 sein Rücktrittsgesuch an.